# Juan Ángel Delgado
Juan Ángel Delgado (San Manuel, Cortés, Honduras, 21 de julio de 1992) es un futbolista hondureño. Juega como mediocampista y su equipo actual es el Olancho Fútbol Club de la Liga Nacional de Honduras.

## Trayectoria

### Honduras Progreso
Sus inicios como futbolista profesional datan del año 2012, cuando se unió a las filas del Honduras Progreso, que en aquel entonces disputaba la Liga de Ascenso. 
Luego de un par de años en la segunda división, el 30 de mayo de 2014, tras vencer en la final del Clausura a Juticalpa, el cuadro progreseño consiguió el ascenso a la Liga Nacional. 
El 2 de agosto de 2014, con 22 años de edad, debutó en la primera división. Su debut se generó durante el partido correspondiente a la primera fecha del Apertura 2014, en el cual Honduras Progreso venció, de manera épica, al Olimpia por 2 a 0 en el Estadio Carlos Miranda de Comayagua.
El 22 de septiembre de ese año, en el partido contra Real España que concluyó con empate de 2 a 2, enfrentó por primera vez –en un juego oficial– a su hermano mayor, Edder Delgado.
Tras un desastroso Clausura 2015, la directiva de Honduras Progreso decidió contratar a Héctor Castellón como nuevo director técnico. Con la llegada de Castellón, Delgado contó con su confianza y se convirtió en titular inamovible a lo largo de todo el torneo. Finalmente, el 19 de diciembre, los progreseños conquistaron el título de la Liga Nacional tras superar a Motagua en la final. 
Lo anterior clasificó al Honduras Progreso a la Concacaf Liga Campeones 2016-17. Delgado debutó en dicha competición el 18 de agosto de 2016 durante la derrota por 0 a 2 contra los Pumas de la UNAM en el Estadio Olímpico Universitario. Al final, el cuadro progreseño finalizó en la segunda posición del grupo con siete puntos (superado por el cuadro universitario con nueve).
Durante el Torneo Clausura 2017, tras superar a Olimpia en la semifinal, el Honduras Progreso volvió a acceder a una final del fútbol hondureño y nuevamente contra Motagua. La historia fue diferente, ya que el cuadro capitalino aplastó al Honduras Progreso con un global final de 7 a 1.

### Motagua
El 18 de enero de 2021 fue anunciado como refuerzo del club capitalino para los siguientes dos años.

## Selección internacional
Ha sido internacional con la Selección de fútbol de Honduras en cinco ocasiones. 

## Estadísticas
| Club | Div.          | Temporada     | Liga  | Liga  | Copas nacionales | Copas nacionales | Torneos internacionales(1) | Torneos internacionales(1) | Total | Total | Media goleadora(2) |
| Club | Div.          | Temporada     | Part. | Goles | Part.            | Goles            | Part.                      | Goles                      | Part. | Goles | Media goleadora(2) |
| --- | ------------- | ------------- | ----- | ----- | ---------------- | ---------------- | -------------------------- | -------------------------- | ----- | ----- | ------------------ |
| Honduras Progreso Honduras |               |               |       |       |                  |                  |                            |                            |       |       |                    |
| 1.ª | 2014-15       | 34            | 0     | -     | -                | -                | -                          | 34                         | 0     | 0     |                    |
| 1.ª | 2015-16       | 31            | 2     | -     | -                | -                | -                          | 31                         | 2     | 0.06  |                    |
| 1.ª | 2016-17       | 39            | 1     | -     | -                | 4                | 0                          | 43                         | 1     | 0.02  |                    |
| 1.ª | 2017-18       | 29            | 1     | -     | -                | 2                | 0                          | 31                         | 1     | 0.06  |                    |
| 1.ª | 2018-19       | 35            | 5     | -     | -                | -                | -                          | 35                         | 5     | 0.14  |                    |
| 1.ª | 2019-20       | 26            | 1     | -     | -                | -                | -                          | 26                         | 1     | 0.04  |                    |
| 1.ª | 2020-21       | 10            | 1     | -     | -                | -                | -                          | 10                         | 1     | 0.1   |                    |
| Total club | Total club    | 204           | 11    | 0     | 0                | 6                | 0                          | 210                        | 11    | 0.05  |                    |
| Motagua Honduras |               |               |       |       |                  |                  |                            |                            |       |       |                    |
| 1.ª | 2020-21       | 14            | 1     | -     | -                | -                | -                          | 14                         | 1     | 0.07  |                    |
| 1.ª | 2021-22       | 41            | 3     | -     | -                | 8                | 0                          | 49                         | 2     | 0.04  |                    |
| | 2022-23       | 39            | 2     | -     | -                | 7                | 0                          | 46                         | 2     | 0.04  |                    |
| | 2023-24       | 32            | 3     | -     | -                | 8                | 0                          | 40                         | 3     | 0.06  |                    |
| Total club | Total club    | 126           | 9     | 0     | 0                | 23               | 0                          | 149                        | 6     | 0.04  |                    |
| Total carrera | Total carrera | Total carrera | 330   | 20    | 0                | 0                | 29                         | 0                          | 159   | 17    | 0.06               |
| (1) Incluye datos de la Liga de Campeones de la Concacaf (2016-22) y Liga Concacaf (2017-21). (2) No incluye goles en partidos amistosos. |               |               |       |       |                  |                  |                            |                            |       |       |                    |

## Palmarés

### Campeonatos nacionales
| Título                    | Club                    | País     | Año  |
| ------------------------- | ----------------------- | -------- | ---- |
| Torneo Apertura (Ascenso) | C. D. Honduras Progreso | Honduras | 2013 |
| Torneo Clausura (Ascenso) | C. D. Honduras Progreso | Honduras | 2014 |
| Torneo Apertura           | C. D. Honduras Progreso | Honduras | 2015 |
| Torneo Clausura           | F. C. Motagua           | Honduras | 2022 |

### Distinciones individuales
| Distinción                                              | Año  |
| ------------------------------------------------------- | ---- |
| Incluido en el XI ideal de la Liga Nacional de Honduras | 2015 |

## Vida privada
Su hermano mayor, Edder Delgado, también es futbolista.